# Hendrik II van Vianden

Wapen van Hendrik II van Vianden.

Hendrik II van Vianden (Duits: Heinrich II von Vianden; ? - Famagusta, september 1337) was van 1315/1316 tot 1337 de negende graaf van Vianden (samen met zijn zus Adelheid van Vianden).

## Leven
Hij was de zoon van graaf Filips II van Vianden (overleden in 1315/1316) en diens vrouw Adelheid van Arnsberg, dochter van graaf Lodewijk van Arnsberg (overleden in 1313) en Petronilla van Gullik, dochter van graaf Willem IV van Gulik, en de kleinzoon van graaf Godfried I van Vianden (overleden in 1307/1310). Zijn zus Adelheid (1309-1376), met wie hij het graafschap deelde, was getrouwd met graaf Otto II van Nassau-Siegen, uit het Huis Nassau-Siegen.
Hendrik II had ook een heerlijkheid onder zijn oom Gerard V van Gullik (overleden in 1328).
Hendrik was in 1336 met Maria van Namen, een dochter van Jan I van Namen en Maria van Artesië, getrouwd. In 1337 besloot hij samen met zijn zwager Filips III van Namen via Cyprus naar het Heilige Land af te reizen. Tijdens hun oponthoud in Famagusta, gedroegen hij en zijn metgezellen zich echter zo slecht, dat de burgers van Famagusta besloten om ze allemaal te doden. Hendrik en de markgraaf van Namen werden daarop begraven in de Franciscanerkerk van Famagusta.
Met Hendrik II stierf de oude naam "van Vianden" in mannelijke lijn uit.  Hij liet slechts een jonge dochter na, Maria van Vianden, die in 1346 met Simon III van Sponheim-Kreuznach trouwde. Hun dochter Elizabeth liet in 1417 haar bezittingen na aan de broers Adolf I, Johan II, Engelbrecht I en Johan III van Nassau-Siegen, de kleinzoons van haar oom Otto II van Nassau-Siegen.

## Vrouw en kind
Henry II trouwde in 1335/1336 met Maria van Namen (1322 - ca. 29 oktober 1357), dochter van Jan I, markgraaf van Namen. Zij hadden samen één dochter:
- Maria van Vianden (1337 - 1400), erfdochter, op 23 juli 1348  getrouwd met graaf Simon III van Sponheim-Kreuznach (overleden in 1414), vanaf 1349 graaf van Vianden.[3]

Zijn weduwe hertrouwde in 1340/1342 met Thibaut van Bar ( - 1353/1354), heer van Pierrepont.

## Referentie
- Dit artikel of een eerdere versie ervan is een (gedeeltelijke) vertaling van het artikel Хайнрих II фон Вианден op de Bulgaarstalige Wikipedia, dat onder de licentie Creative Commons Naamsvermelding/Gelijk delen valt. Zie de bewerkingsgeschiedenis aldaar.